# Oostenrijk op de Olympische Winterspelen 1998
Tijdens de Olympische Winterspelen van 1998, die in Nagano (Japan) werden gehouden, nam Oostenrijk voor de achttiende keer deel.

## Medailleoverzicht
| Sport          | Olympiër                                                                     | Discipline                     | Medaille |
| -------------- | ---------------------------------------------------------------------------- | ------------------------------ | -------- |
| Alpineskiën    | Hermann Maier                                                                | super g (m)                    | Goud     |
| Alpineskiën    | Hermann Maier                                                                | reuzenslalom (m)               | Goud     |
| Alpineskiën    | Mario Reiter                                                                 | combinatie (m)                 | Goud     |
| Alpineskiën    | Stephan Eberharter                                                           | reuzenslalom (m)               | Zilver   |
| Alpineskiën    | Hans Knauß                                                                   | super g (m)                    | Zilver   |
| Alpineskiën    | Michaela Dorfmeister                                                         | super g (v)                    | Zilver   |
| Alpineskiën    | Alexandra Meissnitzer                                                        | reuzenslalom (v)               | Zilver   |
| Langlaufen     | Markus Gandler                                                               | 10 km klassiek (m)             | Zilver   |
| Alpineskiën    | Christian Mayer                                                              | combinatie (m)                 | Brons    |
| Alpineskiën    | Thomas Sykora                                                                | slalom (m)                     | Brons    |
| Alpineskiën    | Hannes Trinkl                                                                | afdaling (m)                   | Brons    |
| Alpineskiën    | Alexandra Meissnitzer                                                        | super g (v)                    | Brons    |
| Langlaufen     | Christian Hoffmann                                                           | 50 km vrije stijl (m)          | Brons    |
| Rodelen        | Angelika Neuner                                                              | vrouwen                        | Brons    |
| Schansspringen | Andreas Widhölzl                                                             | normale schans individueel (m) | Brons    |
| Schansspringen | Reinhard Schwarzenberger Martin Höllwarth Stefan Horngacher Andreas Widhölzl | grote schans team (m)          | Brons    |
| Snowboarden    | Brigitte Köck                                                                | reuzenslalom (v)               | Brons    |

## Deelnemers en resultaten
(m) = mannen, (v) = vrouwen 

### Alpineskiën
| Olympiër                 | Discipline       | Resultaat | Prestatie                                                       |
| ------------------------ | ---------------- | --------- | --------------------------------------------------------------- |
| Stephan Eberharter       | super g (m)      | dq        | diskwalificatie (1.35,72)                                       |
| Stephan Eberharter       | reuzenslalom (m) | Zilver    | 2.39,36 (+0,85) 1.20,94+1.18,42                                 |
| Hans Knauß               | super g (m)      | Zilver    | 1.35,43 (+0,61)                                                 |
| Hans Knauß               | reuzenslalom (m) | 4e        | 2.39,71 (+1,20) 1.21,16+1.18,55                                 |
| Günther Mader            | combinatie (m)   | 4e        | 3.10,19 (+2,13) slalom: 1.35,36 (49,19+46,17) afdaling: 1.34,83 |
| Hermann Maier            | afdaling (m)     | dnf       | opgave                                                          |
| Hermann Maier            | super g (m)      | Goud      | 1.34,82                                                         |
| Hermann Maier            | reuzenslalom (m) | Goud      | 2.38,51 1.20,36+1.18,15                                         |
| Hermann Maier            | combinatie (m)   | dns-a     | niet gestart afdaling slalom: 1.35,90 (50,37+45,53)             |
| Christian Mayer          | reuzenslalom (m) | 9e        | 2.40,67 (+2,16) 1.20,84+1.19,83                                 |
| Christian Mayer          | slalom (m)       | 5e        | 1.51,09 (+1,78) 56,37+54,72                                     |
| Christian Mayer          | combinatie (m)   | Brons     | 3.10,11 (+2,05) slalom: 1.35,05 (49,30+45,75) afdaling: 1.35,06 |
| Mario Reiter             | slalom (m)       | dnf-1     | opgave run 1                                                    |
| Mario Reiter             | combinatie (m)   | Goud      | 3.08,06 slalom: 1.31,85 (47,37+44,48) afdaling: 1.36,21         |
| Andreas Schifferer       | afdaling (m)     | 7e        | 1.50,77 (+0,66)                                                 |
| Andreas Schifferer       | super g (m)      | 19e       | 1.37,00 (+2,18)                                                 |
| Thomas Stangassinger     | slalom (m)       | 6e        | 1.51,25 (+1,94) 55,63+55,62                                     |
| Fritz Strobl             | afdaling (m)     | 11e       | 1.51,34 (+1,23)                                                 |
| Thomas Sykora            | slalom (m)       | Brons     | 1.50,68 (+1,37) 55,06+55,62                                     |
| Hannes Trinkl            | afdaling (m)     | Brons     | 1.50,63 (+0,52)                                                 |
|                          |                  |           |                                                                 |
| Michaela Dorfmeister     | afdaling (v)     | 18e       | 1.31,17 (+1,28)                                                 |
| Michaela Dorfmeister     | super g (v)      | Zilver    | 1.18,03 (+0,01)                                                 |
| Michaela Dorfmeister     | combinatie (v)   | dnf-s1    | opgave slalom run 1 afdaling: 1.30,10                           |
| Sabine Egger             | slalom (v)       | 5e        | 1.33,22 (+0,82) 45,97+47,25                                     |
| Renate Götschl           | afdaling (v)     | dnf       | opgave                                                          |
| Renate Götschl           | super g (v)      | 5e        | 1.18,32 (+0,30)                                                 |
| Renate Götschl           | combinatie (v)   | dnf-s1    | opgave slalom run 1 afdaling: 1.29,34                           |
| Alexandra Meissnitzer    | afdaling (v)     | 8e        | 1.29,84 (+59,95)                                                |
| Alexandra Meissnitzer    | super g (v)      | Brons     | 1.18,09 (+0,07)                                                 |
| Alexandra Meissnitzer    | reuzenslalom (v) | Zilver    | 2.52,39 (+1,80) 1.20,13+1.32,26                                 |
| Christiane Mitterwallner | reuzenslalom (v) | 20e       | 2.58,46 (+7,87) 1.23,10+1.35,36                                 |
| Brigitte Obermoser       | combinatie (v)   | 11e       | 2.45,48 (+4,74) afdaling: 1.29,82 slalom: 1.15,66 (38,81+36,85) |
| Ingrid Salvenmoser       | slalom (v)       | 6e        | 1.33,39 (+0,99) 46,84+46,55                                     |
| Stefanie Schuster        | afdaling (v)     | 15e       | 1.30,73 (+0,84)                                                 |
| Stefanie Schuster        | super g (v)      | 9e        | 1.18,53 (+0,51)                                                 |
| Stefanie Schuster        | reuzenslalom (v) | 15e       | 2.56,41 (+5,82) 1.21,40+1.35,01                                 |
| Stefanie Schuster        | combinatie (v)   | 4e        | 2.42,25 (+1,51) afdaling: 1.30,10 slalom: 1.12,15 (36,25+35,90) |

### Biatlon
| Olympiër                                                              | Discipline             | Resultaat | Prestatie |
| --------------------------------------------------------------------- | ---------------------- | --------- | --- |
| Günther Dengg                                                         | 20 km (m)              | 62e       | 1:05.33,9 (+9.17,5) pen.: 5 (0 + 2 + 2 + 1) |
| Ludwig Gredler                                                        | 10 km (m)              | 11e       | 28.44,3 (+1.28,1) pen.: 2 (0 + 2) |
| Ludwig Gredler                                                        | 20 km (m)              | 12e       | 58.56,5 (+2.40,1) pen.: 3 (1 + 0 + 0 + 2) |
| Reinhard Neuner                                                       | 10 km (m)              | 62e       | 31.45,3 (+4.29,1) pen.: 4 (1 + 3) |
| Wolfgang Perner                                                       | 10 km (m)              | 38e       | 30.13,5 (+2.57,3) pen.: 4 (2 + 2) |
| Wolfgang Perner                                                       | 20 km (m)              | 24e       | 1:00.14,1 (+4.57,7) pen.: 4 (0 + 1 + 1 + 2) |
| Wolfgang Rottmann                                                     | 10 km (m)              | 39e       | 30.16,0 (+2.59,8) pen.: 2 (2 + 0) |
| Wolfgang Rottmann                                                     | 20 km (m)              | 26e       | 1:00.23,5 (+4.07,1) pen.: 2 (0 + 1 + 0 + 1) |
| Team Wolfgang Perner Ludwig Gredler Reinhard Neuner Wolfgang Rottmann | 4x7,5 km estafette (m) | 11e       | 1:25.33,8 (+3.57,6) pen.: 2-15 20.32,6 pen.: 0-2 (0-1 + 0-1) 21.04,8 pen.: 1-3 (0-0 + 1-3) 22.39,1 pen.: 1-6 (1-3 + 0-3) 21.17,3 pen.: 0-4 (0-2 + 0-2) |

### Bobsleeën
| Olympiër                                                          | Discipline                  | Resultaat | Prestatie                               |
| ----------------------------------------------------------------- | --------------------------- | --------- | --------------------------------------- |
| Hubert Schösser Peter Leismuller Erwin Arnold Martin Schützenauer | 4-mansbob (m) Oostenrijk I  | 9e        | 2.40,39 (+0,98) (53,10 / 53,50 / 53,79) |
| Kurt Einberger Thomas Bachler Georg Kuttner Michael Müller        | 4-mansbob (m) Oostenrijk II | 18e       | 2.42,14 (+2,73) (53,92 / 53,83 / 54,39) |

### Freestyleskiën
| Olympiër          | Discipline  | Resultaat | Prestatie                           |
| ----------------- | ----------- | --------- | ----------------------------------- |
| Christian Rijavec | aerials (m) | 7e        | 227,60 p. (kwalificatie: 212,51 p.) |
| Sabina Hudribusch | aerials (v) | 16e       | dnq (kwalificatie: 147,43 p.)       |

### Kunstrijden
| Olympiër      | Discipline | Resultaat | Prestatie                               |
| ------------- | ---------- | --------- | --------------------------------------- |
| Julia Lautowa | vrouwen    | 14e       | 23,5 p. (korte kür: 21 - lange kür: 13) |

### Langlaufen
| Olympiër                                                             | Discipline                    | Resultaat | Prestatie                                           |
| -------------------------------------------------------------------- | ----------------------------- | --------- | --------------------------------------------------- |
| Markus Gandler                                                       | 10 km klassiek (m)            | Zilver    | 27.32,5 (+8,0)                                      |
| Markus Gandler                                                       | achtervolging 10 km+15 km (m) | 7e        | +1.12,5 (10 km:27.32 + 15 km:40.42,2)               |
| Christian Hoffmann                                                   | 50 km vrije stijl (m)         | Brons     | 2:06.01,8 (+53,6)                                   |
| Alois Stadlober                                                      | 10 km klassiek (m)            | 12e       | 28.21,2 (+56,7)                                     |
| Alois Stadlober                                                      | 50 km vrije stijl (m)         | 12e       | 2:11.22,4 (+6.14,2)                                 |
| Alois Stadlober                                                      | achtervolging 10 km+15 km (m) | 14e       | +1.55,4 (10 km:28.21 + 15 km:40.36,1)               |
| Gerhard Urain                                                        | 10 km klassiek (m)            | 14e       | 28.25,2 (+1.00,7)                                   |
| Gerhard Urain                                                        | 30 km klassiek (m)            | 43e       | 1:43.22,9 (+9.27,1)                                 |
| Gerhard Urain                                                        | 50 km vrije stijl (m)         | dnf       | opgave                                              |
| Gerhard Urain                                                        | achtervolging 10 km+15 km (m) | 16e       | +2.03,1 (10 km:28.25 + 15 km:40.39,8)               |
| Achim Walcher                                                        | 10 km klassiek (m)            | 23e       | 28.58,6 (+1.34,1)                                   |
| Achim Walcher                                                        | 50 km vrije stijl (m)         | 38e       | 2:18.31,7 (+13.23,5)                                |
| Achim Walcher                                                        | achtervolging 10 km+15 km (m) | 11e       | +1.25,2 (10 km:28.58 + 15 km:39.28,9)               |
| Team Markus Gandler Alois Stadlober Achim Walcher Christian Hoffmann | 4x10 km estafette (m)         | 9e        | 1:43.16,5 (+2.20,8) 26.00,9 26.28,5 25.47,5 24.59,6 |
|                                                                      |                               |           |                                                     |
| Renate Roider                                                        | 5 km klassiek (v)             | 42e       | 19.18,3 (+1.40,4)                                   |
| Renate Roider                                                        | 15 km klassiek (v)            | 26e       | 51.07,0 (+4.11,6)                                   |
| Renate Roider                                                        | achtervolging 5 km+10 km (v)  | dns       | niet gestart 10 km (5 km:19.18 + 10 km:dns)         |
| Maria Theurl                                                         | 5 km klassiek (v)             | 15e       | 18.36,8 (+58,9)                                     |
| Maria Theurl                                                         | 30 km vrije stijl (v)         | 6e        | 1:24.54,3 (+2.52,8)                                 |
| Maria Theurl                                                         | achtervolging 5 km+10 km (v)  | 13e       | +1.28,9 (5 km:18.36 + 10 km:28.59,8)                |

### Noordse combinatie
| Olympiër                                                           | Discipline      | Resultaat | Prestatie |
| ------------------------------------------------------------------ | --------------- | --------- | --- |
| Mario Stecher                                                      | individueel (m) | 8e        | +1.48,8 — schans: 228,5 p — 15 km: 41.54,9 |
| Christoph Bieler                                                   | individueel (m) | 19e       | +3.34,4 — schans: 231,0 p — 15 km: 43.55,5 |
| Felix Gottwald                                                     | individueel (m) | 21e       | +3.55,1 — schans: 190,0 p — 15 km: 40.10,2 |
| Christoph Eugen                                                    | individueel (m) | 24e       | +4.16,6 — schans: 199,5 p — 15 km: 41.28,7 |
| Team Christoph Eugen Christoph Bieler Mario Stecher Felix Gottwald | team (m)        | 4e        | +1.53,1 — schans: 903,5 p — 20 km: 56.00,6 schans: 216,0 p — 5 km: 14.13,6 schans: 223,0 p — 5 km: 14.51,9 schans: 248,5 p — 5 km: 13.42,3 schans: 216,0 p — 5 km: 13.12,8 |

### Rodelen
| Olympiër                      | Discipline | Resultaat | Prestatie                                             |
| ----------------------------- | ---------- | --------- | ----------------------------------------------------- |
| Markus Prock                  | mannen     | 4e        | 3.19,656 (+1,220) (49,861 / 49,732 / 49,863 / 50,200) |
| Markus Kleinheinz             | mannen     | 5e        | 3.19,724 (+1,288) (50,016 / 49,779 / 49,918 / 50,011) |
| Gerhard Gleirscher            | mannen     | 7e        | 3.19,785 (+1,349) (50,161 / 49,816 / 49,911 / 49,897) |
| Angelika Neuner               | vrouwen    | Brons     | 3.24,253 (+0,474) (51,417 / 51,286 / 50,945 / 50,605) |
| Andrea Tagwerker              | vrouwen    | 5e        | 3.24,491 (+0,712) (51,518 / 51,335 / 50,990 / 50,648) |
| Sonja Manzenreiter            | vrouwen    | 10e       | 3.26,272 (+2,493) (51,892 / 51,828 / 51,369 / 51,183) |
| Tobias Schiegl Markus Schiegl | dubbel     | 4e        | 1.41,421 (+0,316) (50,846 / 50,575)                   |

### Schaatsen
| Olympiër             | Discipline   | Resultaat | Prestatie                   |
| -------------------- | ------------ | --------- | --------------------------- |
| Roland Brunner       | 500 m (m)    | 29e       | 1.13,76 (+2,41) 36,90+36,86 |
| Roland Brunner       | 1000 m (m)   | 31e       | 1.13,16 (+2,52)             |
| Marnix ten Kortenaar | 1500 m (m)   | 18e       | 1.51,94 (+4,07)             |
| Marnix ten Kortenaar | 5000 m (m)   | 10e       | 6.38,35 (+16,15)            |
| Marnix ten Kortenaar | 10.000 m (m) | 12e       | 13.52,30 (+36,97)           |
|                      |              |           |                             |
| Emese Antal          | 1500 m (v)   | 30e       | 2.07,57 (+9,99)             |
| Emese Antal          | 3000 m (v)   | 27e       | 4.33,67 (+26,38)            |
| Emese Hunyady        | 500 m (v)    | dq        | diskwalificatie dq (40,26)  |
| Emese Hunyady        | 1500 m (v)   | 4e        | 1.59,19 (+1,61)             |
| Emese Hunyady        | 3000 m (v)   | 5e        | 4.12,01 (+4,72)             |
| Emese Hunyady        | 5000 m (v)   | 8e        | 7.15,23 (+15,62)            |

### Schansspringen
| Olympiër                                                                          | Discipline                     | Resultaat | Prestatie |
| --------------------------------------------------------------------------------- | ------------------------------ | --------- | --- |
| Andreas Goldberger                                                                | normale schans individueel (m) | 22e       | 196,5 punten 97,5 p. (81,0 m) + 99,0 p. (81,5 m) |
| Martin Höllwarth                                                                  | grote schans individueel (m)   | 43e       | 86,6 punten 86,6 p. (104,5 m) + niet geplaatst voor tweede ronde |
| Stefan Horngacher                                                                 | normale schans individueel (m) | 10e       | 212,5 punten 107,0 p. (85,0 m) + 105,5 p. (84,5 m) |
| Stefan Horngacher                                                                 | grote schans individueel (m)   | 60e       | 41,2 punten 41,2 p. (84,0 m) + niet geplaatst voor tweede ronde |
| Reinhard Schwarzenberger                                                          | normale schans individueel (m) | 11e       | 211,0 punten 109,0 p. (86,0 m) + 102,0 p. (83,0 m) |
| Reinhard Schwarzenberger                                                          | grote schans individueel (m)   | 7e        | 244,2 punten 108,4 p. (115,5 m) + 135,8 p. (131,0 m) |
| Andreas Widhölzl                                                                  | normale schans individueel (m) | Brons     | 232,5 punten 114,5 p. (88,0 m) + 118,0 p. (90,5 m) |
| Andreas Widhölzl                                                                  | grote schans individueel (m)   | 4e        | 258,2 punten 138,8 p. (131,0 m) + 119,4 p. (120,5 m) |
| Team Reinhard Schwarzenberger Martin Höllwarth Stefan Horngacher Andreas Widhölzl | grote schans team (m)          | Brons     | 881,5 punten 83,2 p. (101,5 m) + 113,3 p. (118,5 m) 120,0 p. (122,5 m) + 121,9 p. (123,0 m) 83,6 p. (104,5 m) + 92,9 p. (108,0 m) 123,9 p. (123,0 m) + 142,7 p. (136,5 m) |

### Snowboarden
| Olympiër            | Discipline       | Resultaat | Prestatie                        |
| ------------------- | ---------------- | --------- | -------------------------------- |
| Max Ploetzeneder    | halfpipe (m)     | 24e       | dnq kwal. 1: 35,1 kwal. 2:35,9   |
| Dieter Krassnig     | reuzenslalom (m) | 4e        | 2.04,33 (+0,37) 1.00,11+1.04,22  |
| Martin Freinademetz | reuzenslalom (m) | 7e        | 2.05,34 (+1,38) 59,58+1.05,76    |
| Dieter Happ         | reuzenslalom (m) | 9e        | 2.07,05 (+3,09) 1.02,65+1.04,40  |
| Sigi Grabner        | reuzenslalom (m) | 23e       | diskwalificatie run 2 1.00,61+dq |
| Nicola Pederzolli   | halfpipe (v)     | 9e        | dnq kwal. 1: 31,5 kwal. 2:34,4   |
| Ulrike Hölzl        | halfpipe (v)     | 17e       | dnq kwal. 1: 24,8 kwal. 2:29,1   |
| Brigitte Köck       | reuzenslalom (v) | Brons     | 2.19,42 (+2,08) 1.13,01+1.06,41  |
| Ursula Fingerlos    | reuzenslalom (v) | 5e        | 2.20,36 (+3,02) 1.12,37+1.07,99  |
| Isabel Zedlacher    | reuzenslalom (v) | 8e        | 2.22,92 (+5,58) 1.11,89+1.11,03  |
| Heidi Jaufenthaler  | reuzenslalom (v) | 14e       | 2.27,94 (+10,60) 1.18,43+1.09,51 |

### IJshockey
| Olympiër | Discipline | Resultaat | Prestatie |
| --- | ---------- | --------- | --- |
| Christoph Brandner Claus Dalpiaz Reinhard Divis Herbert Hohenberger Martin Hohenberger Dieter Kalt jr. Wolfgang Kromp Norm Krumpschmid Michael Lampert Dominic Lavoie Engelbert Linder Rick Nasheim Christian Perthaler Patrick Pilloni Andreas Pusnik Gerhard Pusnik Gerald Ressmann Mario Schaden Thomas Searle Martin Ulrich Gerhard Unterluggauer Simon Wheeldon | mannen     | 14e       | Voorronde groep A: 2- 2 Oostenrijk - Slowakije 5- 5 Oostenrijk - Kazachstan 2- 5 Oostenrijk - Italië Wedstrijd om de 13e plaats: 3- 4 Oostenrijk - Japan |

Amerikaanse Maagdeneilanden · Andorra · Argentinië · Armenië · Australië · Azerbeidzjan · België · Bermuda · Bosnië en Herzegovina · Brazilië · Bulgarije · Canada · Chili · China · Chinees Taipei · Cyprus · Denemarken · Duitsland · Estland · Finland · Frankrijk · Georgië · Griekenland · Groot-Brittannië · Hongarije · Ierland · IJsland · India · Iran · Israël · Italië · Jamaica · Japan · Joegoslavië · Kazachstan · Kenia · Kirgizië · Kroatië · Letland · Liechtenstein · Litouwen · Luxemburg · Macedonië · Moldavië · Monaco · Mongolië · Nederland · Nieuw-Zeeland · Noord-Korea · Noorwegen · Oekraïne · Oezbekistan · Oostenrijk · Polen · Portugal · Puerto Rico · Roemenië · Rusland · Slovenië · Slowakije · Spanje · Trinidad en Tobago · Tsjechië · Turkije · Uruguay · Venezuela · Verenigde Staten · Wit-Rusland · Zuid-Afrika · Zuid-Korea · Zweden · Zwitserland